# Ken Wessel
Kenneth „Ken“ Wessel bzw. Kenneth „Kenny“ Wessel (* 1956) ist ein US-amerikanischer Jazzmusiker (Gitarre, Komposition) und Musikpädagoge.

## Wirken
Wessel studierte an der Manhattan School of Music. Zwischen 1988 und 2000 tourte er mit Ornette Coleman und dessen Band Prime Time, an deren Album Tone Dialing er beteiligt war. Mit Badal Roy und Stomu Takeishi legte er im kollaborativen Trio 1998 das Album Daybreak vor, das sehr gute Kritiken erhielt. 2004 nahm er im Trio mit Ken Filiano und Lou Grassi das Album Jawboning (CIMP) auf; 2006 legte unter eigenem Namen das Album Weights & Measures vor, das unter Mitwirkung von Joel Frahm, Peck Allmond, Brad Jones und Kenny Wollesen entstand. 2016 folgte ein Album mit Debashish Bhattacharya, Anders Lønne Grønseth und Subhashis Bhattacharya, das Wessels Interesse an der nordindischen Musik widerspiegelt.
Außerdem arbeitete er mit Sam Bardfeld, Lewis Porter, William Gagliardi und Adam Rudolph. Auf Donald Fagens Album Morph the Cat spielte er das Gitarrensolo in „Security Joan“. In den 2000er- bis 2020er-Jahren nahm Wessel auch mit Virginia Mayhew, Ingrid Sertso, Stephen Gauci und Adam Rudolph (Resonant Bodies, 2021) auf. Im Bereich des Jazz war er zwischen 1995 und 2020 an 31 Aufnahmesessions beteiligt. Als Komponist erhielt er mehrere Zuwendungen im Rahmen des Programms Meet the Composer. Er unterrichtet an der Long Island University Brooklyn Campus und an der City University of New York.